# 茅ヶ岳

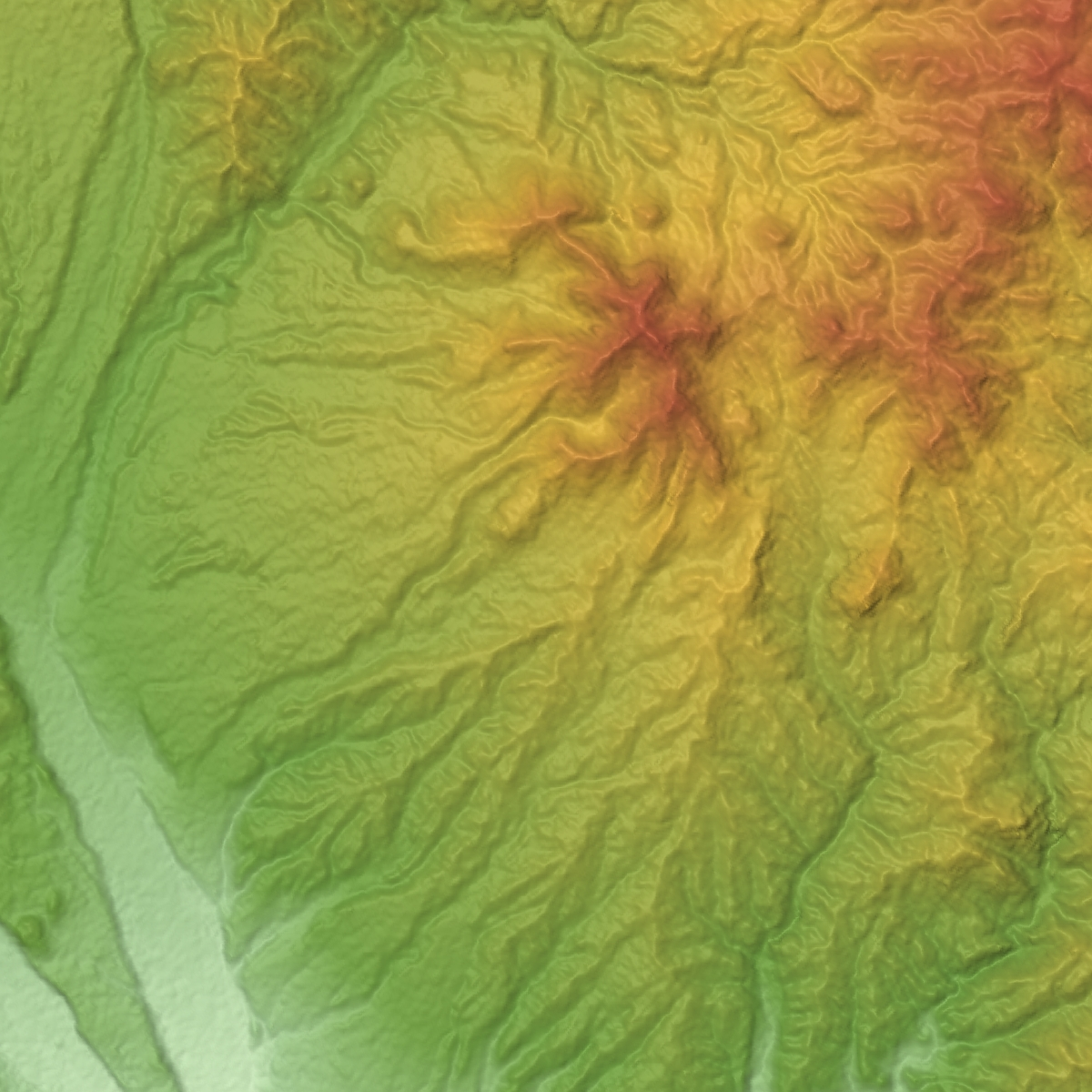
茅ヶ岳火山(左)と黒富士火山群(右)の地形図

茅ヶ岳（かやがたけ）は、山梨県にある山。北杜市と甲斐市に属する。日本二百名山のひとつ。
奥秩父山地の南（西）部に位置する火山。標高は1,704 m。火山体には金ガ岳峰も含む。東側は黒富士火山群に接する。

## 概要
茅ヶ岳火山は約20万年前後に活動した安山岩の複成火山であり、それが侵食されてできた峰が茅ヶ岳である。
1971年（昭和46年）3月21日には、日本百名山で知られる小説家の深田久弥が、茅ヶ岳の登山中に脳卒中で死去した。麓に深田記念公園があり、毎年4月に韮崎市と地元の山岳会である白鳳会によって深田祭が開催されている。
頂上からは、奥秩父の主脈や、甲斐駒ヶ岳や鳳凰三山などの南アルプスの山々が展望できる。金ヶ岳と連なって、甲府盆地から見た山容が八ヶ岳に似ているため、江戸時代後期の『甲斐国志』や『甲斐叢記』など地誌類によれば、古くから八ヶ岳と混同・比較され、「ニセ八ツ」と呼称されたという。
山麓一帯は利水に乏しく、古代には穂坂牧や小笠原牧など官牧が設置された。江戸時代には楯無堰や大垈堰（おおぬたせぎ）など堰が開削され、新田開発が行われた。

## 関連画像

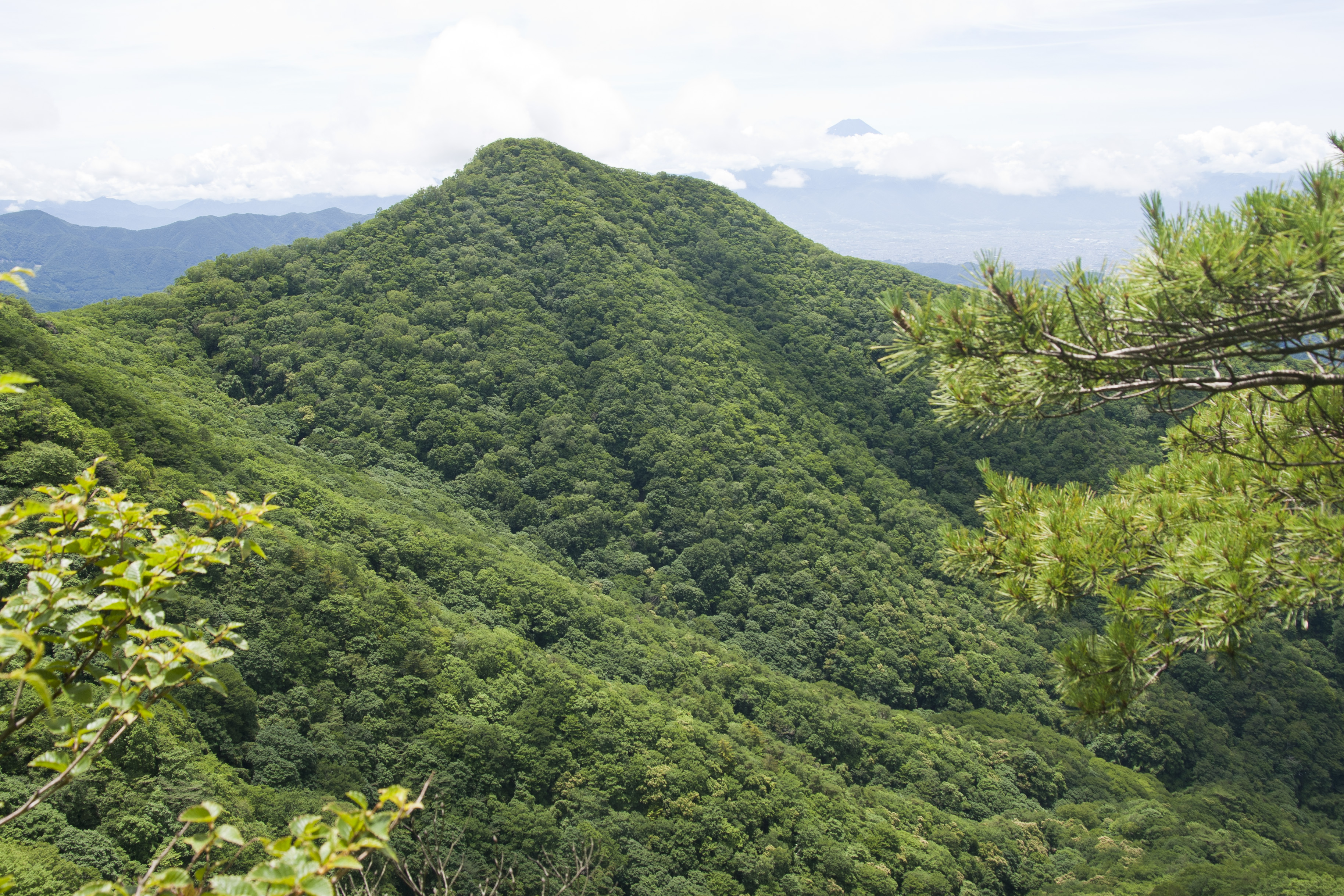
金ヶ岳中腹から望む茅ヶ岳山頂
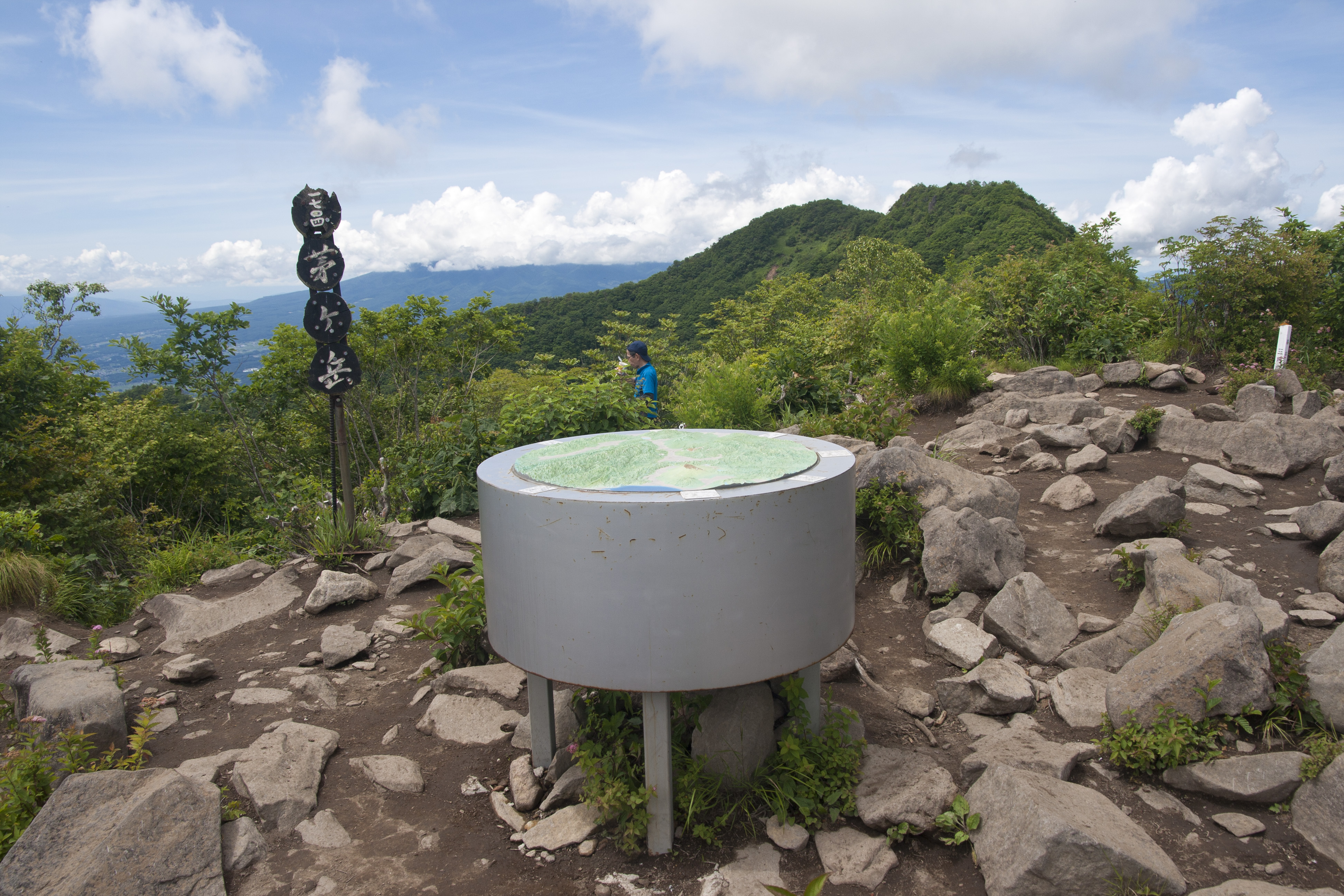
山頂、奥は金ヶ岳
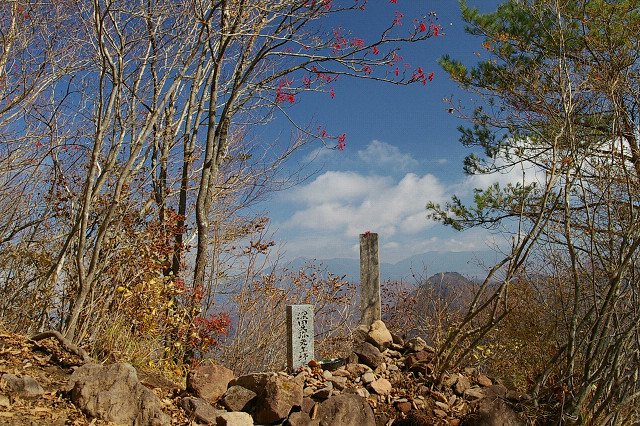
深田久弥終焉の地（茅ヶ岳中腹）
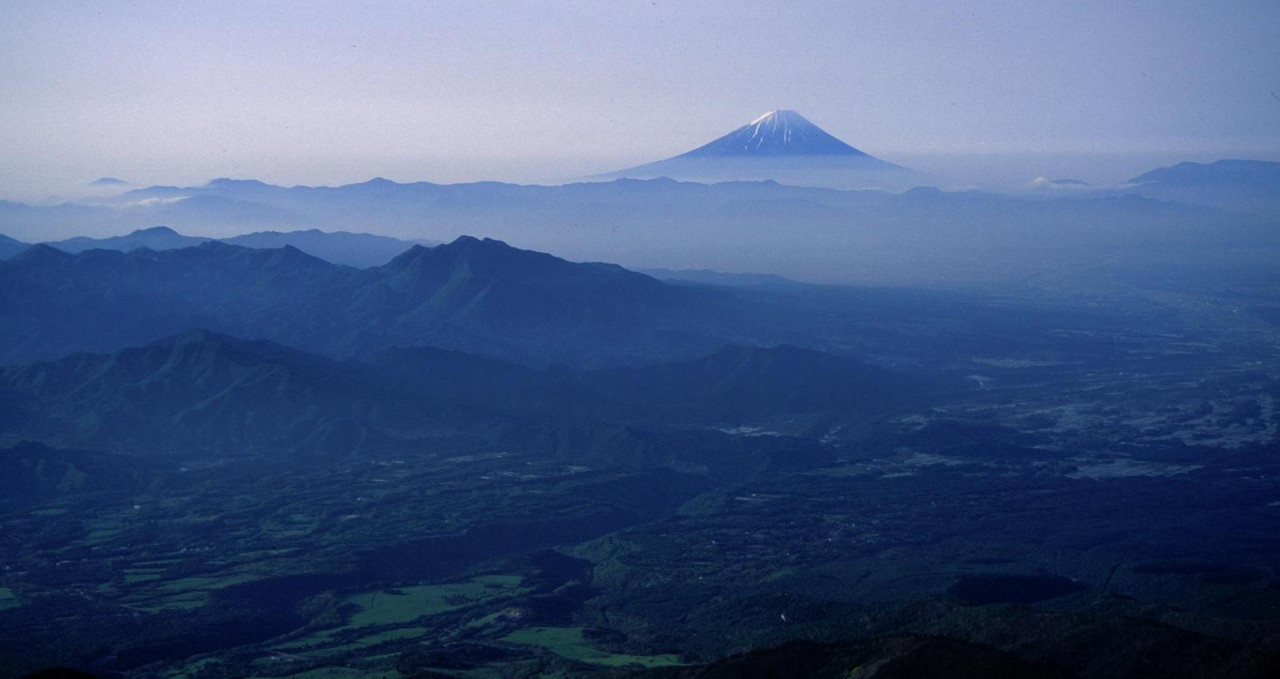
赤岳山頂から望む富士山と茅ヶ岳（中央右）
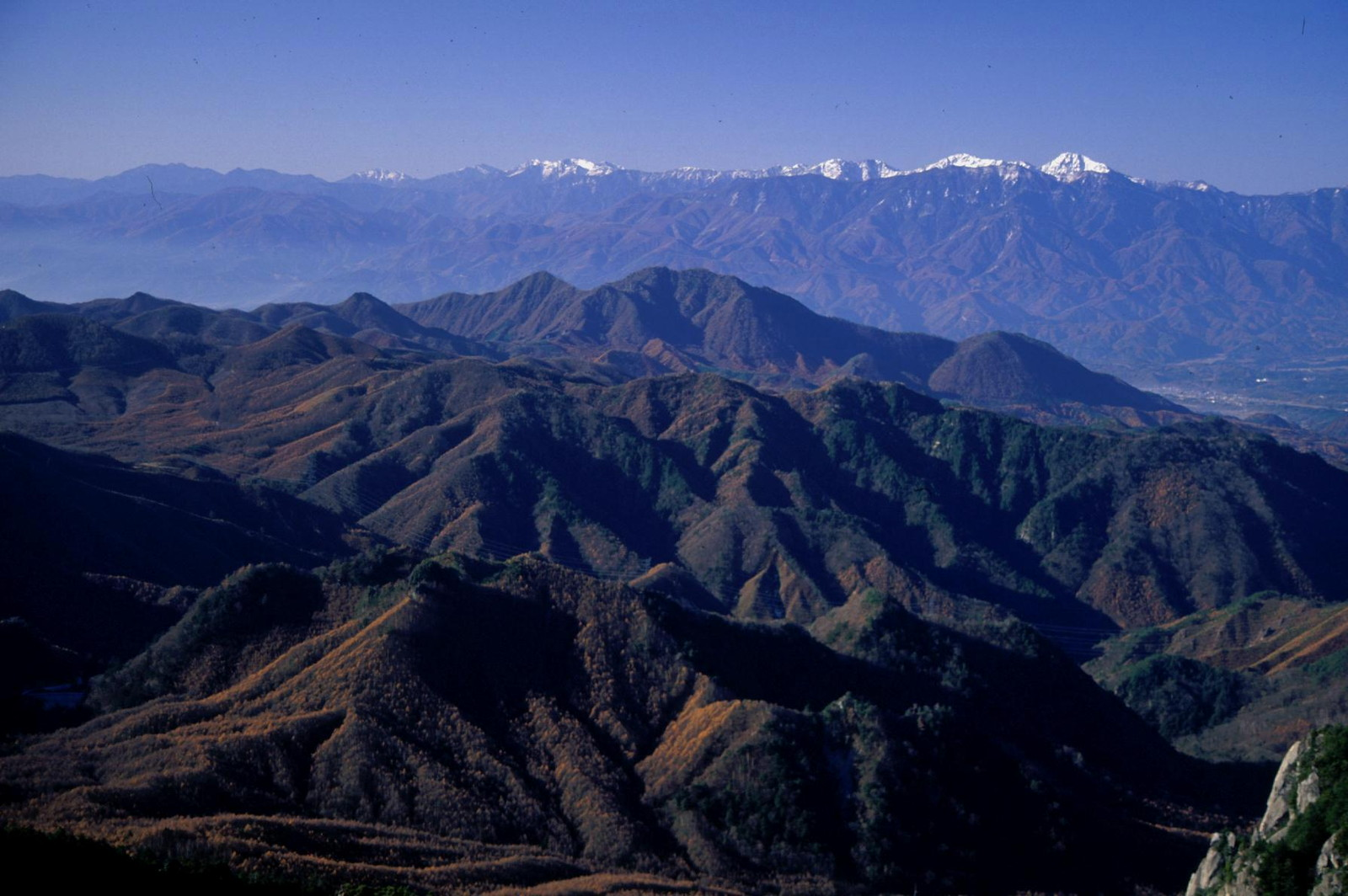
北東の大日岩から望む茅ヶ岳、遠景は南アルプス
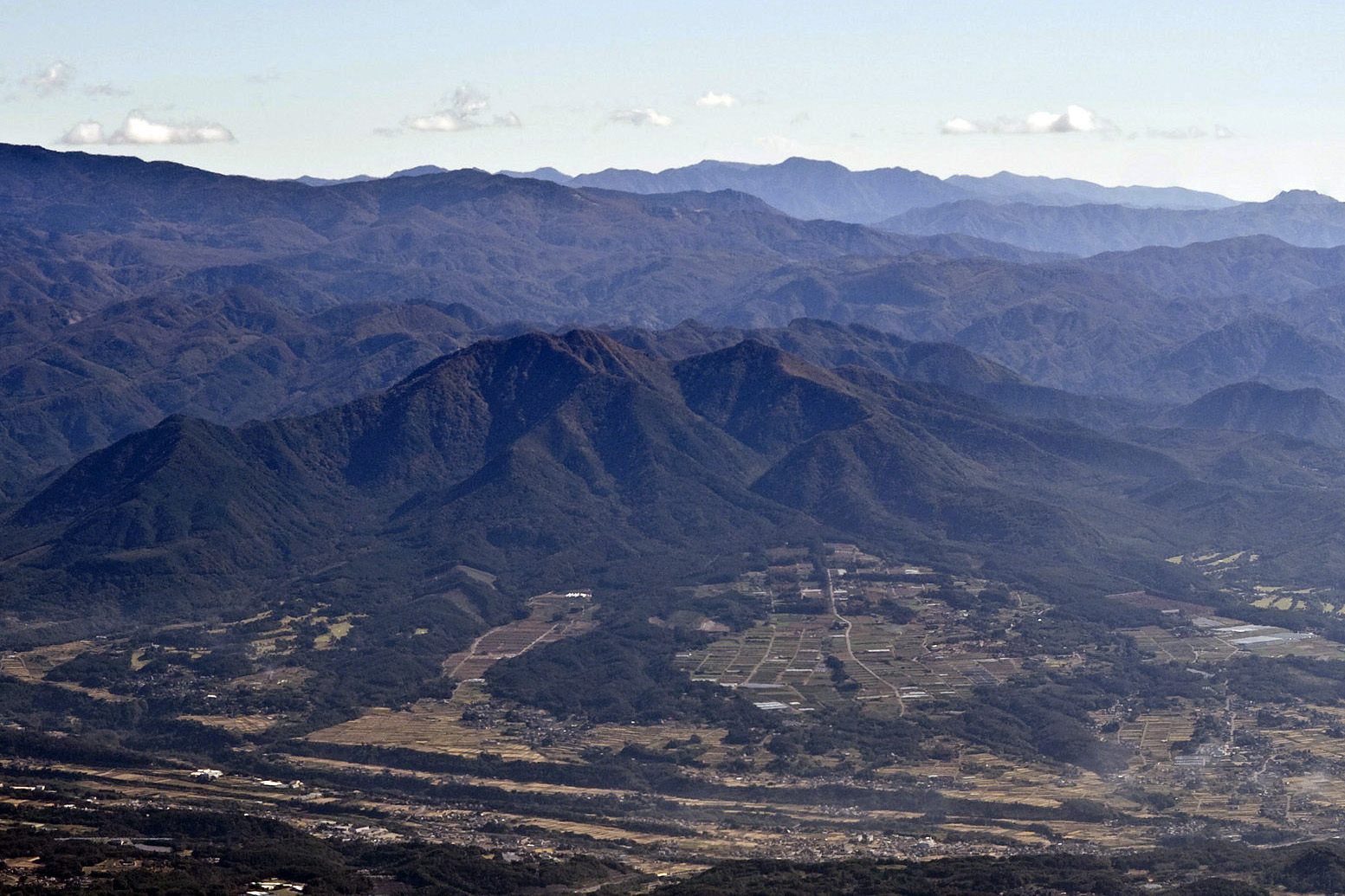
茅ヶ岳火山を西微北から望む、甲斐駒ヶ岳山頂から撮影
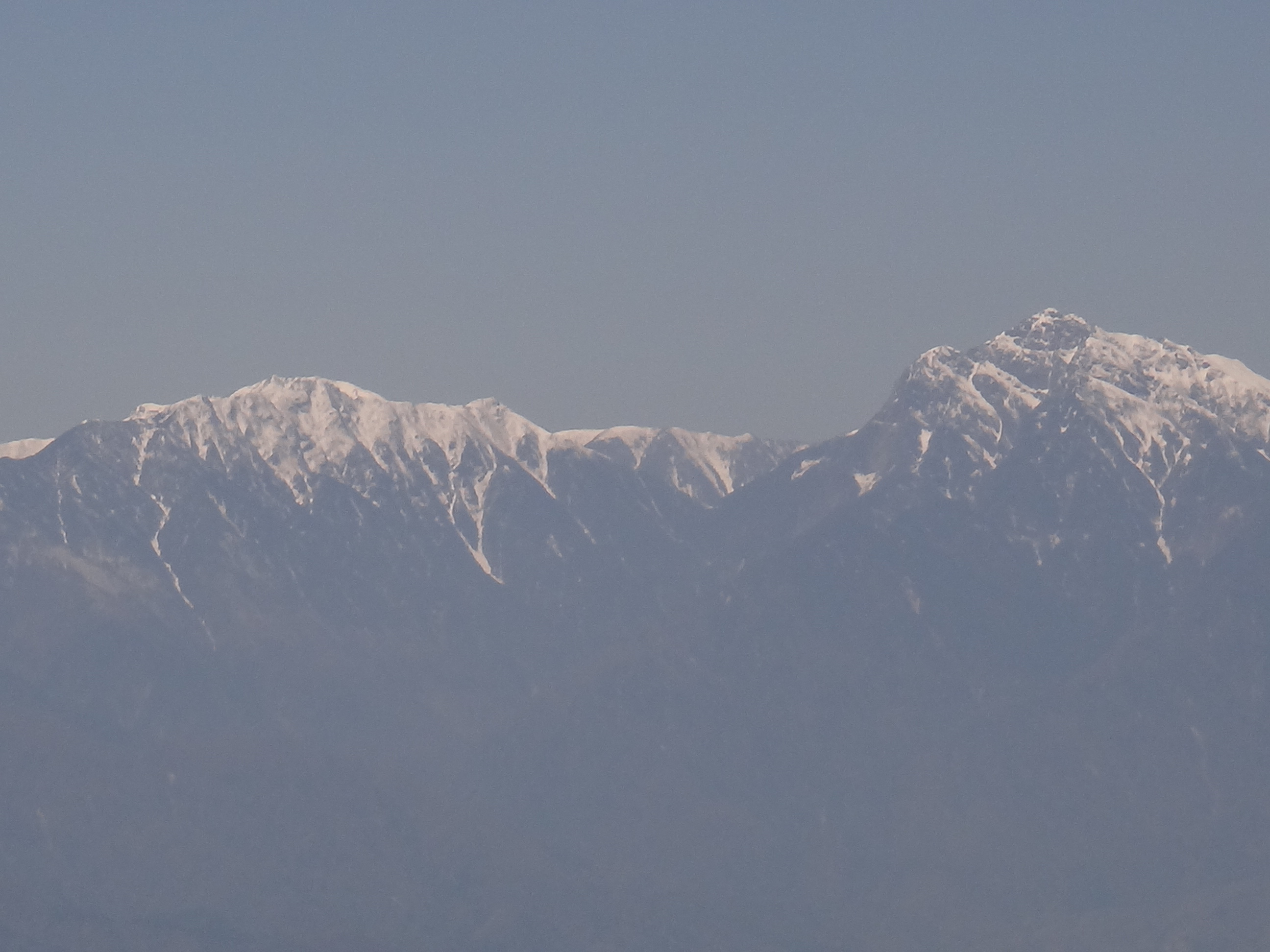
茅ヶ岳山頂からのアサヨ峰と甲斐駒ヶ岳
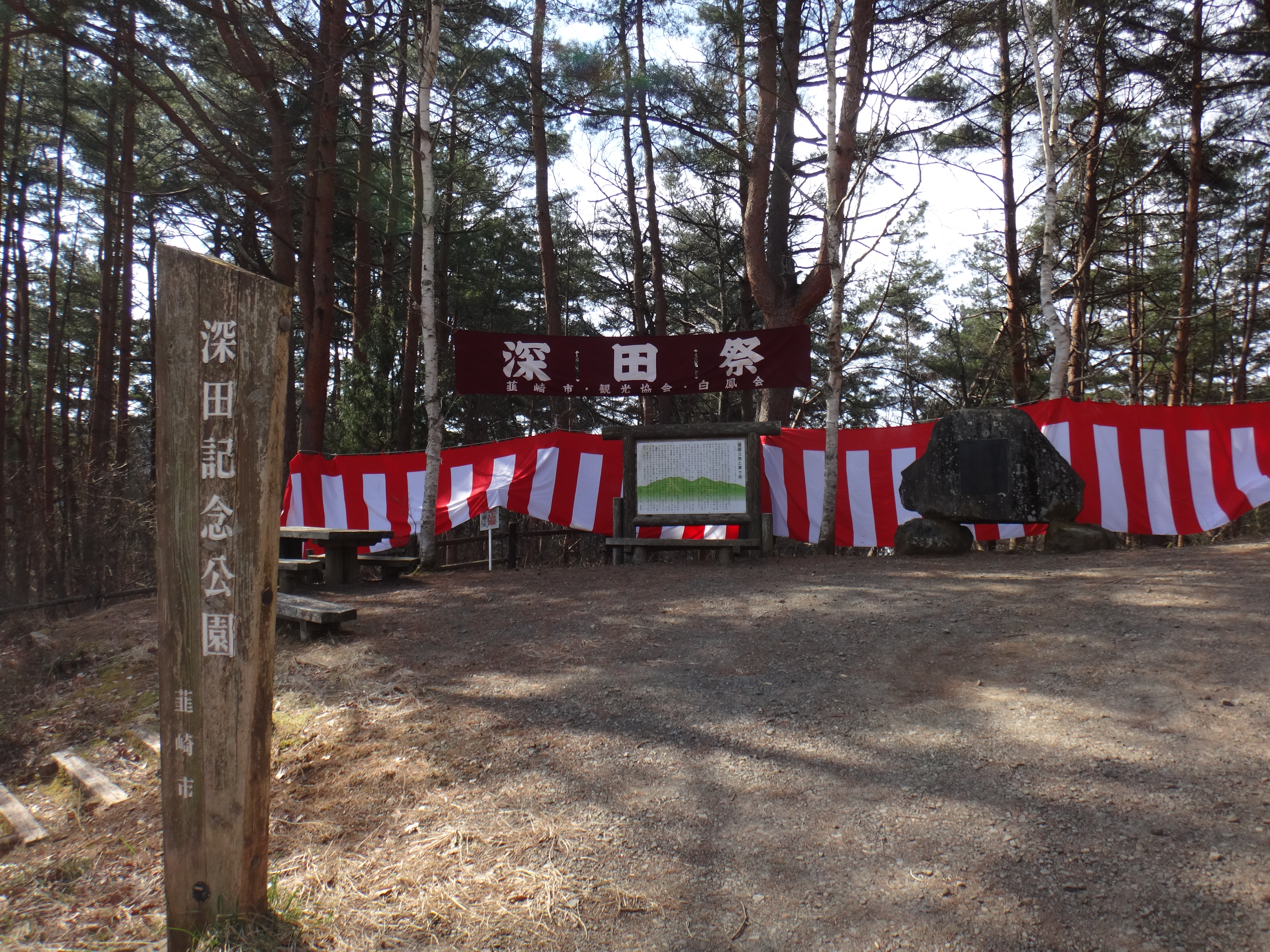
深田記念公園と深田祭

## 隣接する山
- 金ヶ岳
- 曲岳